# Cubanita
La cubanita, també anomenada barracanita o chalmersita, és un mineral de la classe dels Minerals sulfurs. És un mineral de color groc de coure, ferro i sofre CuFe  2  S  3. Va ser descoberta l'any 1843 a Mayarí-Baracoa, Província d'Oriente, a l'illa de Cuba, motiu pel qual se li va donar aquest nom.

## Característiques químiques
És el dimorf ortoròmbic de l'isocubanita - del sistema isomètric-. A diferència de l'altre sulfur de coure-ferro, la calcopirita, la cubanita és fortament magnètica.

## Formació i jaciments
Es forma en dipòsits de minerals metàl·lics per processos d'alteració hidrotermal d'alta temperatura, on apareix associada a minerals tals com: esfalerita, pirrotina, pirita o calcopirita. Als territoris de parla catalana ha estat descrita a la pedrera Berta (Sant Cugat del Vallès-El Papiol, Vallès Occidental-Baix Llobregat).